# Crematogaster abrupta
Crematogaster abrupta är en myrart som beskrevs av Mann 1919. Crematogaster abrupta ingår i släktet Crematogaster och familjen myror. Inga underarter finns listade i Catalogue of Life.